# 50 al Norte
50 al Norte fue una banda de rock en español de Costa Rica, formado en 1990 por Bernal Villegas. Considerado, junto con agrupaciones como Café con Leche e Inconsciente Colectivo, una de las bandas más destacadas e influyentes dentro de la escena del rock costarricense.

## Historia
Bernal Villegas, guitarrista y compositor, había sido parte de bandas como U-Manos, Shenuk y Modelo para Armar, esta última liderada por Mario Maisonave. En 1990, formó 50 al Norte, junto con Gonzalo de Trejo en el bajo, Ronny Ugalde en el saxofón y Juan Carlos Araya en la batería. 
En el año de 1992, con Gerardo Mora a la batería en sustitución de Araya, grabaron su único disco compacto, llamado Religiones, en los Estudios Primera Generación, en Guatemala, grabado y mezclado por Giacomo Buonafina quien también fue el productor ejecutivo del disco y director de Primera Generación Records. En el disco contaron con la participación de Álvaro Aguilar, Pluvio Aguilar y Lenín Fernández, integrantes de Alux Nahual, así como de Mario Valverde, en teclados y una corista.
Para presentar el material, el grupo hizo dos conciertos en el Teatro Popular Melico Salazar de Costa Rica, acompañados por músicos de la Orquesta Sinfónica Nacional, con arreglos y dirección del compositor Luis Diego Herra.
En el siguiente disco, el grupo presentó todo el material en vivo en el Cuartel de la boca del monte, en San José, pero nunca llegó a completar la grabación.
El grupo se disolvió a mediados de los años noventa.

## Integrantes
- Bernal Villegas, guitarras eléctricas y acústicas, voz y coros.
- Gonzalo de Trejo, bajo y coros.
- Ronny Chirino, saxofones y coros.
- Juan Carlos Araya, batería y percusión.
- Gerardo Mora, batería (Disco Religiones)

## Discografía
Religiones, 1992.

Todos los temas escritos y compuestos por Bernal Villegas, excepto donde se indique:
1. Paz
2. Dime que puedo hacer sin ti
3. Extraño (inevitablemente bailarás con él)
4. Dame otra oportunidad (compuesta por Bernal Villegas y Gonzalo de Trejo)
5. Oración
6. Basta ya de ocultar mi corazón
7. Un cuento para mil años
8. Guerra fría
9. Si estás cansada
10. Desnuda tu alma
11. No importa
12. Eres parte de mi (religión)
13. Entre la luna y el sol

- Datos: Q5652581